# Roberto Vercellone
Roberto Vercellone (Niza, 21 de marzo de 1921 - Niza, 1 de septiembre de 1996). Fue un ciclista italiano, cuyo mayor éxito deportivo lo obtuvo en la Vuelta a España, cuando en la edición de 1948 logró 1 victoria de etapa.